# Beerella verrucosa
Beerella verrucosa är en spindeldjursart som först beskrevs av Johann Georg Beer och Lang 1958.  Beerella verrucosa ingår i släktet Beerella och familjen Tetranychidae. Inga underarter finns listade.